# 浦野幸男
浦野 幸男（うらの さちお、1914年1月14日 - 1977年1月16日）は、日本の政治家。衆議院議員（6期）、労働大臣（第38代）。自由民主党では宏池会に所属した。
科学技術庁長官の浦野烋興は娘婿。

## 経歴・人物
愛知県西加茂郡猿投村（現豊田市四郷町下古屋）出身。父親の浦野本一は米穀飼料商を営んでいた。猿投第二尋常高等小学校（現豊田市立青木小学校）卒業。1930年3月、東邦商業学校（現東邦高等学校）卒業。日本大学政経科中退後は家業の米穀飼料商に従事する。1935年1月、応召して中国北部へ出征した。1946年1月、食糧営団西加茂支所長に起用される。
1947年、父親の浦野本一は猿投村長選挙に立候補し初当選。幸男も同年4月の愛知県議会議員選挙・西加茂郡選挙区に日本自由党公認で立候補するが落選した。
1951年、愛知県議会議員選挙・挙母市選挙区に自由党公認で出馬し初当選。

### 衆議院議員
1960年10月24日、衆議院が解散。その翌日の10月25日、同郷の衆議院議員（旧愛知4区）の小林錡が急逝する。浦野は欧米産業視察議員団の団長としてサンフランシスコに渡航中であったが帰国。10月28日午後9時に羽田空港に到着し、東京に1泊。豊田市から迎えに来た後援者、関係者と会い、出馬を決意。翌10月29日、地元に戻り、豊田市の事務所前で市民の歓迎にこたえ挨拶をしている最中に池田勇人首相から激励の電話を受ける。同日、小林の後援会、支援団体連合会は幹部会を開き、浦野を推すことを満場一致で決めた。自由民主党県連も幹部会を開き、浦野の公認候補の推薦を決めた。10月30日、第29回衆議院議員総選挙が公示される。投票は11月20日に行われ、得票数2位で初当選した。行政管理庁政務次官、自民党商工部会長などを歴任。
1976年9月15日、三木改造内閣に労働大臣として初入閣。就任と同時に公労協統一ストの解決を目指し労働側代表と精力的に会談を重ね、スト回避の原動力となった。
同年12月5日に行われた第34回衆議院議員総選挙で6選を果たす。しかしその直後の12月17日、東京労災病院に入院。1977年1月16日、心不全のため同病院で死去、63歳没。これにより次点の稲垣実男が繰り上げ当選した。
死没日をもって勲一等瑞宝章追贈（勲八等からの昇叙）、従三位に叙される。同年3月1日、豊田市名誉市民。豊田市柔道会創始者で、同会の永代名誉顧問であった。
国政をとおし、豊田工業高等専門学校の誘致、架橋（山室橋、竜宮橋、葵大橋）など豊田市及び西三河地区の発展を図った。土日には地元の陳情団と懇談したり、地域住民と接触したりしており、誠実、温厚と評された。